# Valea lui Iosafat

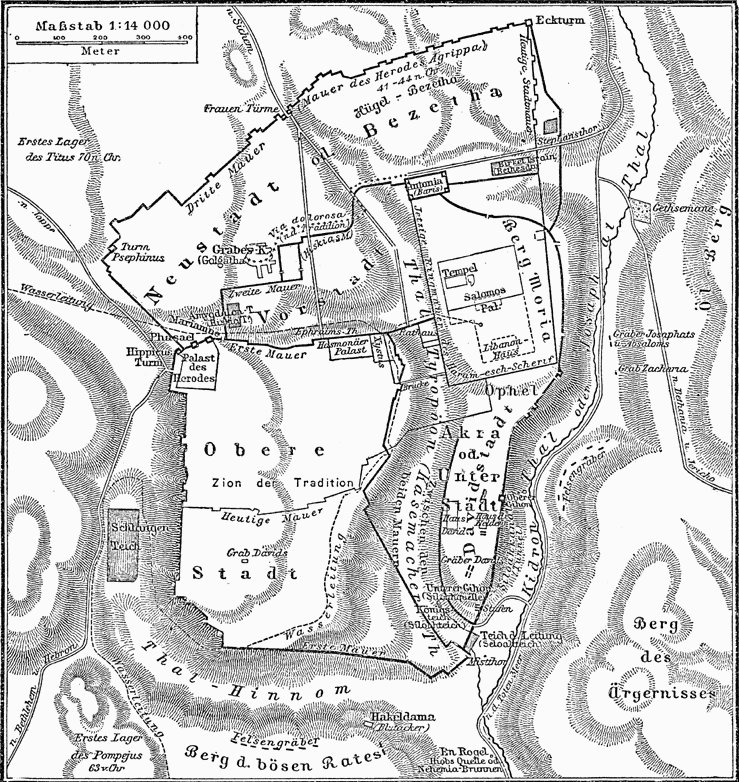
Pe această hartă istorică a Ierusalimului biblic, Valea Chedronului (în germană Kidron Thal oder Josaphat Thal - Valea Chedron sau Valea lui Iosafat) se întinde de-a lungul zidului estic al orașului (Meyers Konversationslexikon, 1885).

Valea lui Iosafat (variantă: Valea lui Iehosafat) este un loc biblic menționat cu acest nume în Ioil 4:2 și Ioil 4:12: „Aduna-voi toate popoarele și le voi coborî în valea lui Iosafat și Mă voi judeca acolo cu ele pentru poporul Meu și pentru moștenirea Mea Israel, pe care au împrăștiat-o între neamuri și țara Mea au împărțit-o în bucăți.”; „Să se trezească toate neamurile și să vină în valea lui Iosafat, căci acolo voi așeza scaun de judecată pentru toate popoarele din jur.”. Acest loc este numit, de asemenea, Valea Judecății.

## Identificare

### În deșertul iudeu, lângă Tekoa
Potrivit unei interpretări, această vale reprezintă locul în care, în prezența lui Iosafat, regele Iudeei, Yahweh a anihilat coaliția neamurilor moabiților, amoniților și edomiților. Ar putea să indice o valea efectivă numită eufemistic de evrei êmêq Berâkâh (Emek Brakhá - „valea binecuvântării”), situată în deșertul Tekoa, lângă Khirbet Berêkût, la vest de Khirbet Teqû'a (la aproximativ 18 km de Ierusalim).

### Segmentul Valea Superioară a Chedronului
În Itinerarium Burdigalense din secolul al IV-lea Kidronul a primit numele de Valea lui Iosafat. Eusebiu din Cezareea și Sfântul Ieronim întăresc această identificare (Onomasticon, s.v.), în timp ce Chiril al Alexandriei pare să indice un loc diferit; tradiția evreiască timpurie a negat existența reală a acestei văi. Ulterior secolului al IV-lea creștinii, evreii și musulmanii au considerat Kidronul ca loc al Judecății de Apoi. Ceea ce a întărit această credință populară este faptul că, încă de pe vremea regilor lui Iuda, Kidronul a fost principala necropolă a Ierusalimului. Iosia a împrăștiat peste mormintele copiilor lui Israel cenușa idolului zeiței Astarte pe care l-a ars în Valea Kidronului (Cartea a patra a Regilor 23:4-6).
Valea lui Iosafat este desemnată pentru prima dată ca un toponim specific de Pelerinul din Bordeaux în anul 333. Începând de atunci ea a devenit o denumire generală pentru Valea Chedronului, aflată între Ierusalim și Muntele Măslinilor, care este menționată în mod repetat sub acest nume în Vechiul și Noul Testament.

### Loc simbolic, nedeterminat
În mod alternativ, acest toponim se poate referi la o vale a judecății nedeterminată, deoarece „Iosafat” înseamnă „Yahweh este judecător”. În Ioil 4:14 aceeași vale este numită „Valea Judecății”. Capitolul în cauză descrie modul în care națiunile care au cauzat suferințe Iudeei și Ierusalimului în timpul robiei babiloniene și a întoarcerii iudeilor din exil vor primi o judecată divină. Potrivit culegerii midraș Tehilim, nu există nicio „valea numită Iosafat”.

## Galerie

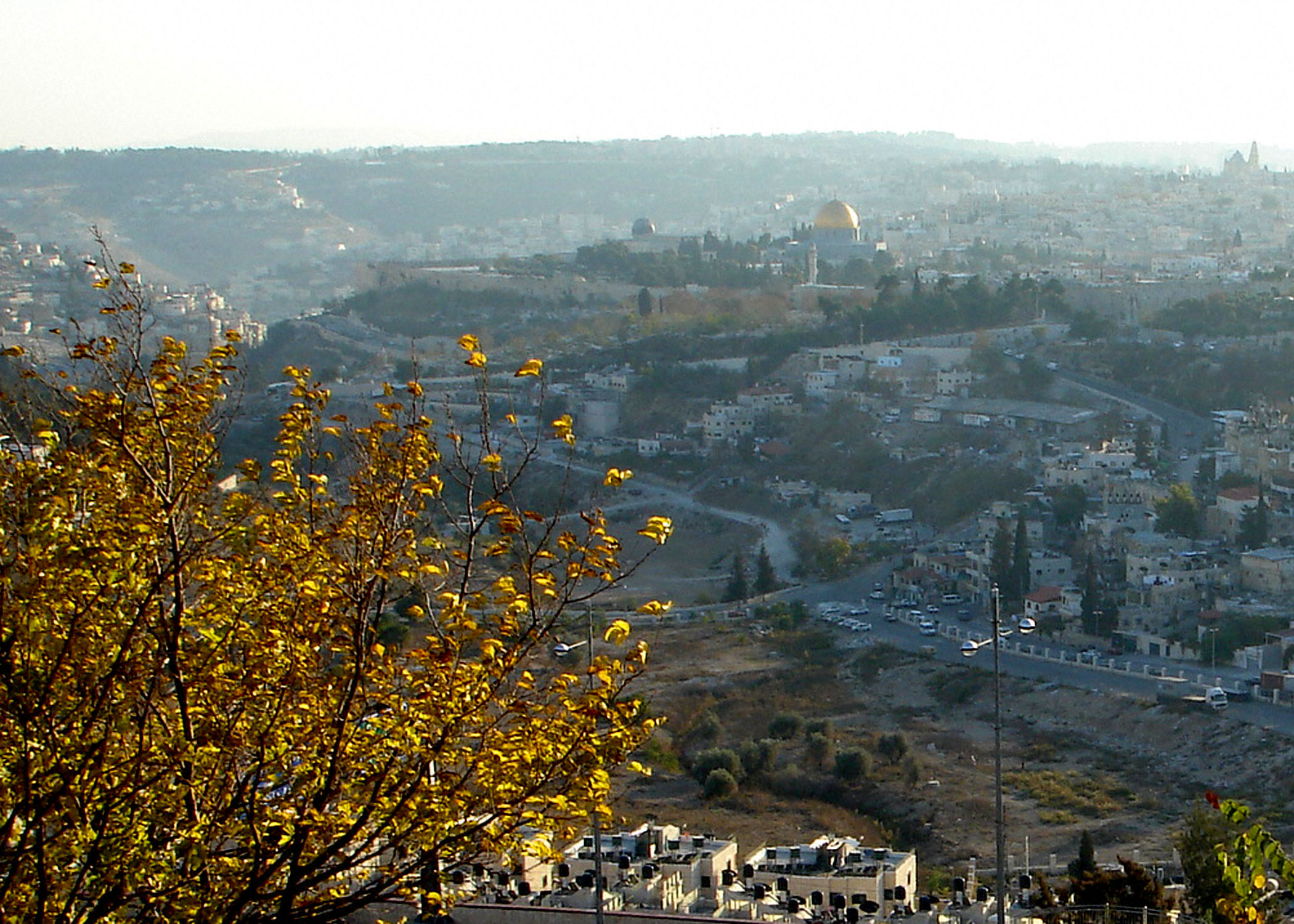
Orașul vechi al Ierusalimului văzut de pe Muntele Scopus peste Valea Chedronului
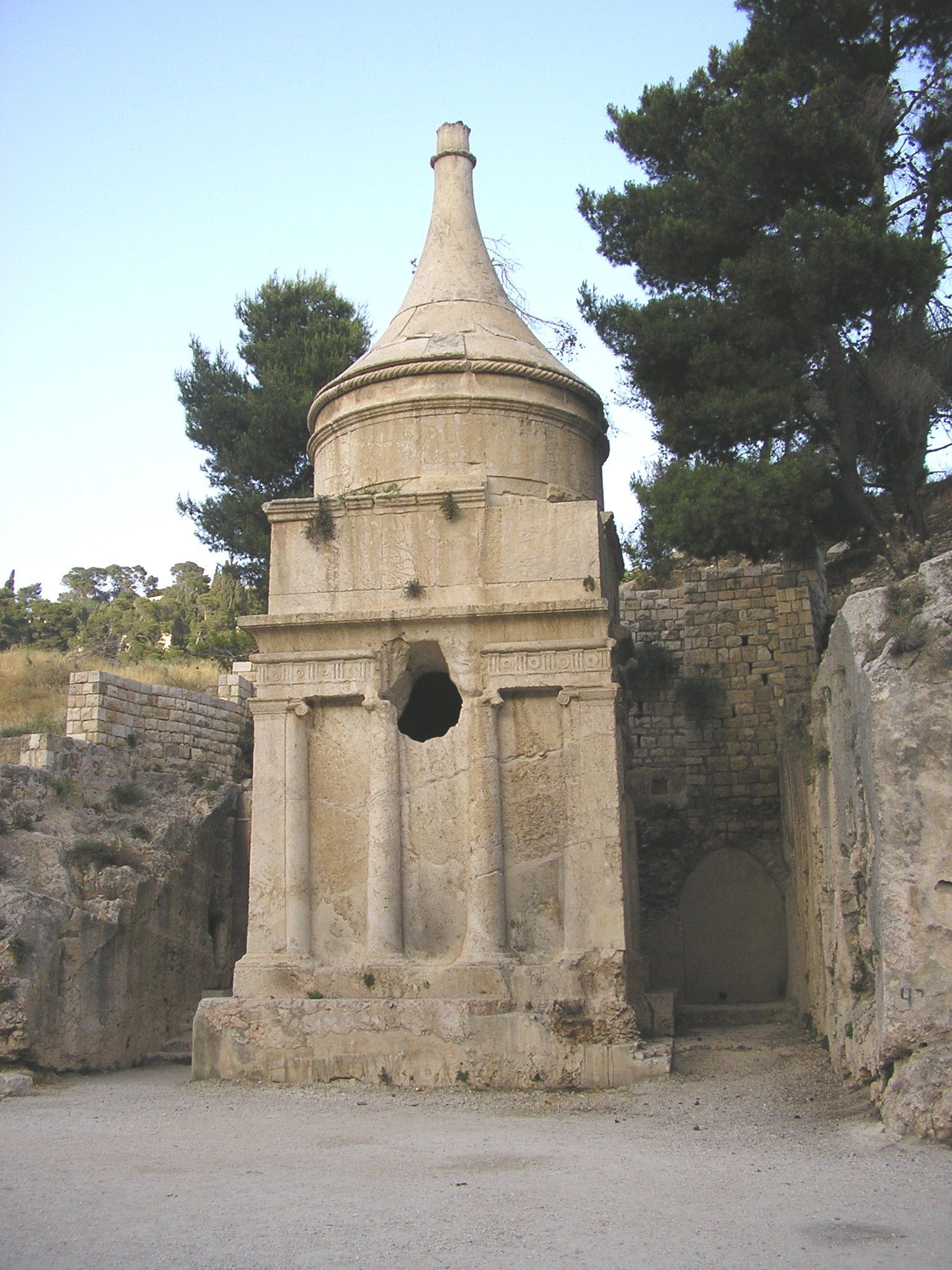
Mormântul lui Abesalom
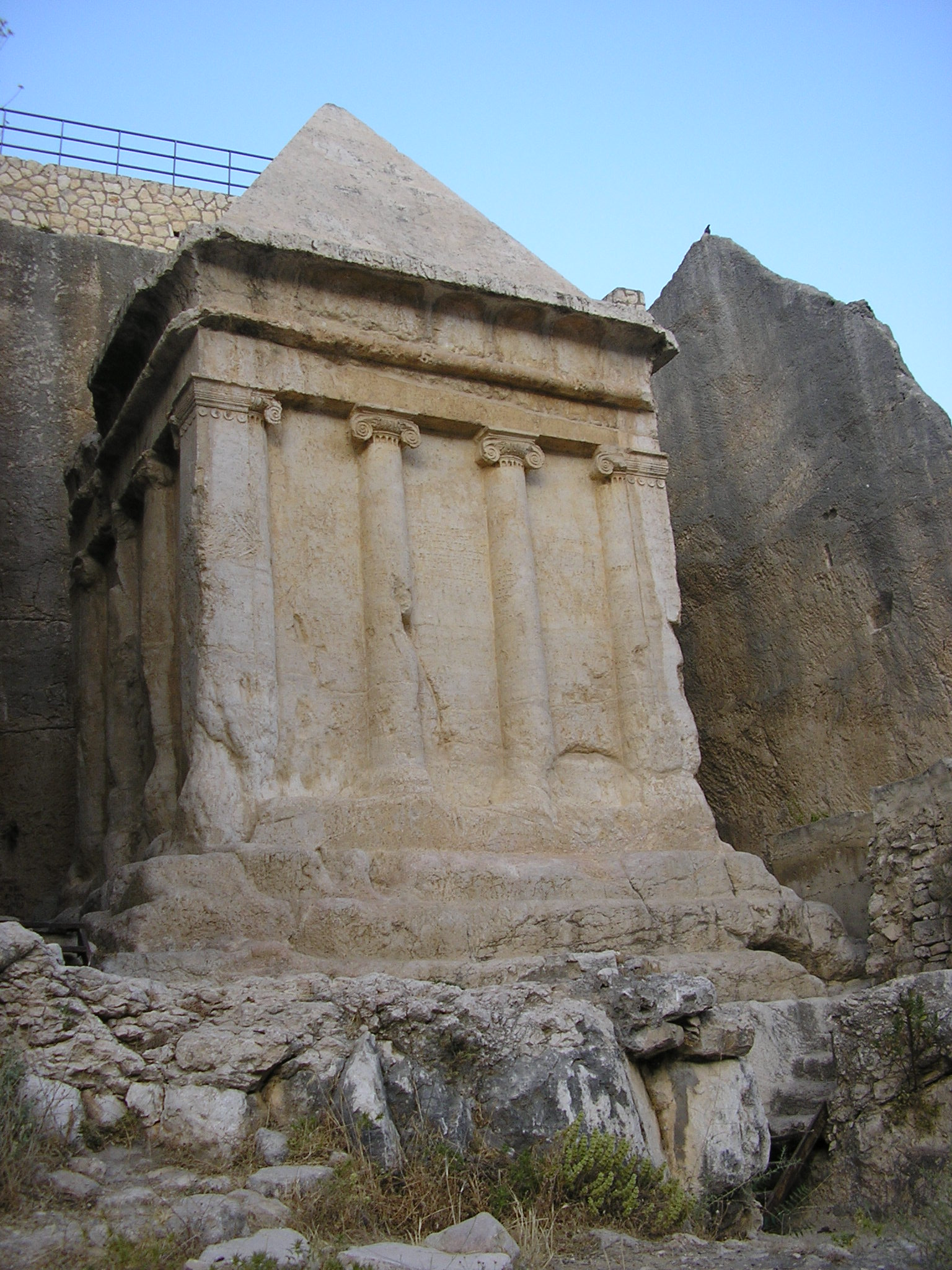
Mormântul lui Zaharia
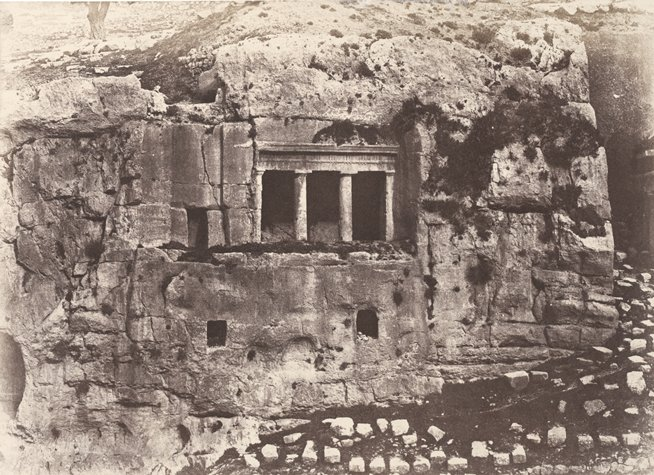
„Mormântul Sfântului Iacob”, de fapt al familia preoților Hezir, fotografie de Auguste Salzmann (de)